# Диэдральная группа

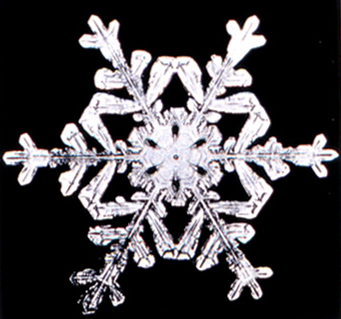
Снежинка имеет Dih_{6} диэдральную симметрию, ту же самую, что и правильный шестиугольник.

Диэдральная группа (группа диэдра) — группа симметрии правильного многоугольника, включающая как вращения, так и осевые симметрии. Диэдральные группы являются простейшими примерами конечных групп и играют важную роль в теории групп, геометрии и химии. Хорошо известно и совершенно тривиально проверяется, что группа, образованная двумя инволюциями с конечным числом элементов в области определения является диэдральной группой.

## Обозначения
Имеется два основных вида записи диэдральной группы, связанной с {\displaystyle n}-сторонним многоугольником. В геометрии группа записывается как {\displaystyle \mathrm {D} _{n}}, в то время как в общей алгебре та же самая группа обозначается как {\displaystyle \mathrm {D} _{2n}}, где индекс является числом элементов в группе. Имеется также нотация Коксетера, в которой осевая симметрия порядка {\displaystyle 2n} обозначается как {\displaystyle [n]}), а вращение порядка {\displaystyle n} как {\displaystyle [n]^{+}}. Ещё одна запись — нотация орбиобразия, в которой осевая симметрия обозначается как {\displaystyle *nn}, а вращения — как {\displaystyle n}.
В этой статье {\displaystyle \mathrm {D} _{n}} (или, иногда, {\displaystyle \mathrm {Dih} _{n}}) относится к симметриям правильного {\displaystyle n}-угольника.

## Определение

### Элементы

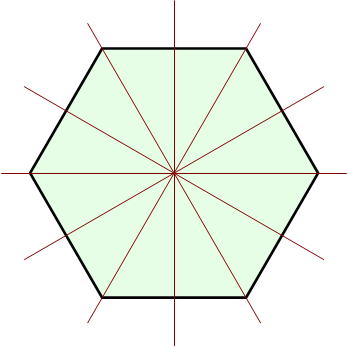
Шесть осей симметрии правильного шестиугольника

Правильный {\displaystyle n}-угольник имеет {\displaystyle 2n} различных симметрий: {\displaystyle n} поворотов и {\displaystyle n} осевых отражений, образующих диэдральную группу {\displaystyle \mathrm {D} _{n}}. Если {\displaystyle n} нечётно, каждая ось симметрии проходит через середину одной из сторон и противоположную вершину. Если {\displaystyle n} чётно, имеется {\displaystyle n/2} осей симметрии, соединяющих середины противоположных сторон и {\displaystyle n/2} осей, соединяющих противоположные вершины. В любом случае, имеется {\displaystyle n} осей симметрии и {\displaystyle 2n} элементов в группе симметрий. Отражение относительно одной оси, а затем относительно другой, приводит к вращению на удвоенный угол между осями. Изображения ниже показывают результат действия элемента {\displaystyle \mathrm {D} _{8}} на дорожный знак Стоп:
Первая строка показывает восемь вращений, а вторая — восемь отражений.

### Структура группы
Как и для любого другого геометрического объекта, композиция двух симметрий правильного многоугольника снова будет симметрией. Таким образом, симметрии правильного многоугольника образуют конечную группу.

Композиция двух отражений дает вращение.

Таблица Кэли показывает результаты композиций в группе {\displaystyle \mathrm {D} _{3}} симметрий правильного треугольника. {\displaystyle \mathrm {R} _{0}} обозначает тождественное преобразование, {\displaystyle \mathrm {R} _{1}} и {\displaystyle \mathrm {R} _{2}} обозначают вращение против часовой стрелки на {\displaystyle 120} и {\displaystyle 240} градусов соответственно, {\displaystyle \mathrm {S} _{0}}, {\displaystyle \mathrm {S} _{1}}, и {\displaystyle \mathrm {S} _{2}} обозначают отражения относительно осей, показанных на рисунке справа.
|                                  | {\displaystyle \mathrm {R} _{0}} | {\displaystyle \mathrm {R} _{1}} | {\displaystyle \mathrm {R} _{2}} | {\displaystyle \mathrm {S} _{0}} | {\displaystyle \mathrm {S} _{1}} | {\displaystyle \mathrm {S} _{2}} |
| -------------------------------- | -------------------------------- | -------------------------------- | -------------------------------- | -------------------------------- | -------------------------------- | -------------------------------- |
| {\displaystyle \mathrm {R} _{0}} | {\displaystyle \mathrm {R} _{0}} | {\displaystyle \mathrm {R} _{1}} | {\displaystyle \mathrm {R} _{2}} | {\displaystyle \mathrm {S} _{0}} | {\displaystyle \mathrm {S} _{1}} | {\displaystyle \mathrm {S} _{2}} |
| {\displaystyle \mathrm {R} _{1}} | {\displaystyle \mathrm {R} _{1}} | {\displaystyle \mathrm {R} _{2}} | {\displaystyle \mathrm {R} _{0}} | {\displaystyle \mathrm {S} _{1}} | {\displaystyle \mathrm {S} _{2}} | {\displaystyle \mathrm {S} _{0}} |
| {\displaystyle \mathrm {R} _{2}} | {\displaystyle \mathrm {R} _{2}} | {\displaystyle \mathrm {R} _{0}} | {\displaystyle \mathrm {R} _{1}} | {\displaystyle \mathrm {S} _{2}} | {\displaystyle \mathrm {S} _{0}} | {\displaystyle \mathrm {S} _{1}} |
| {\displaystyle \mathrm {S} _{0}} | {\displaystyle \mathrm {S} _{0}} | {\displaystyle \mathrm {S} _{2}} | {\displaystyle \mathrm {S} _{1}} | {\displaystyle \mathrm {R} _{0}} | {\displaystyle \mathrm {R} _{2}} | {\displaystyle \mathrm {R} _{1}} |
| {\displaystyle \mathrm {S} _{1}} | {\displaystyle \mathrm {S} _{1}} | {\displaystyle \mathrm {S} _{0}} | {\displaystyle \mathrm {S} _{2}} | {\displaystyle \mathrm {R} _{1}} | {\displaystyle \mathrm {R} _{0}} | {\displaystyle \mathrm {R} _{2}} |
| {\displaystyle \mathrm {S} _{2}} | {\displaystyle \mathrm {S} _{2}} | {\displaystyle \mathrm {S} _{1}} | {\displaystyle \mathrm {S} _{0}} | {\displaystyle \mathrm {R} _{2}} | {\displaystyle \mathrm {R} _{1}} | {\displaystyle \mathrm {R} _{0}} |

Например, {\displaystyle \mathrm {S} _{2}\mathrm {S} _{1}=\mathrm {R} _{1}}, поскольку применение последовательно отражений {\displaystyle \mathrm {S} _{1}} и {\displaystyle \mathrm {S} _{2}} даёт поворот на {\displaystyle 120^{\circ }}. Обратите внимание на то, что композиция не является коммутативной операцией.
В общем случае, группа {\displaystyle \mathrm {D} _{n}} содержит элементы {\displaystyle \mathrm {R} _{0},\dots \mathrm {R} _{n-1}} и {\displaystyle \mathrm {S} _{0},\dots \mathrm {S} _{n-1}} и в качестве операции имеет композицию, которая задается формулами:
{\displaystyle \mathrm {R} _{i}\mathrm {R} _{j}=\mathrm {R} _{i+j}}
{\displaystyle \mathrm {S} _{i}\mathrm {R} _{j}=\mathrm {S} _{i-j}}
{\displaystyle \mathrm {R} _{i}\mathrm {S} _{j}=\mathrm {S} _{i+j}}
{\displaystyle \mathrm {S} _{i}\mathrm {S} _{j}=\mathrm {R} _{i-j}}
Во всех случаях сложение и вычитание индексов должно выполняться с использованием вычетов по модулю {\displaystyle n}.

### Матричное представление

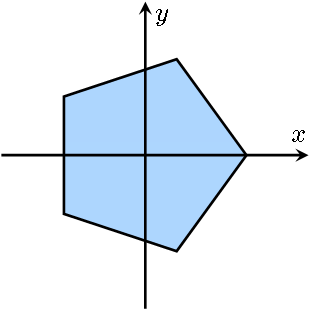
Симметрии правильного многоугольника (в данном случае пятиугольника) с центром в начале координат являются линейными отображениями.

Если расположить центр правильного многоугольника в начале координат, элементы диэдральной группы станут линейными отображениями плоскости. Это позволяет представить элементы {\displaystyle \mathrm {D} _{n}} как группу матриц, с умножением матриц в качестве операции композиции.
Такое представление является примером {\displaystyle 2}-мерного представления группы.
Рассмотрим в качестве примера элементы группы {\displaystyle \mathrm {D} _{4}}. Их можно представить как {\displaystyle 8} следующих матриц:
{\displaystyle {\begin{matrix}R_{0}={\bigl (}{\begin{smallmatrix}1&0\\[0.2em]0&1\end{smallmatrix}}{\bigr )},&R_{1}={\bigl (}{\begin{smallmatrix}0&-1\\[0.2em]1&0\end{smallmatrix}}{\bigr )},&R_{2}={\bigl (}{\begin{smallmatrix}-1&0\\[0.2em]0&-1\end{smallmatrix}}{\bigr )},&R_{3}={\bigl (}{\begin{smallmatrix}0&1\\[0.2em]-1&0\end{smallmatrix}}{\bigr )},\\[1em]S_{0}={\bigl (}{\begin{smallmatrix}1&0\\[0.2em]0&-1\end{smallmatrix}}{\bigr )},&S_{1}={\bigl (}{\begin{smallmatrix}0&1\\[0.2em]1&0\end{smallmatrix}}{\bigr )},&S_{2}={\bigl (}{\begin{smallmatrix}-1&0\\[0.2em]0&1\end{smallmatrix}}{\bigr )},&S_{3}={\bigl (}{\begin{smallmatrix}0&-1\\[0.2em]-1&0\end{smallmatrix}}{\bigr )}.\end{matrix}}}
В общем случае, матрицы для элементов {\displaystyle \mathrm {D} _{n}} имеют следующий вид:
{\displaystyle {\begin{aligned}R_{k}&={\begin{pmatrix}\cos {\frac {2\pi k}{n}}&-\sin {\frac {2\pi k}{n}}\\\sin {\frac {2\pi k}{n}}&\cos {\frac {2\pi k}{n}}\end{pmatrix}}\ \ {\text{и}}\\S_{k}&={\begin{pmatrix}\cos {\frac {2\pi k}{n}}&\sin {\frac {2\pi k}{n}}\\\sin {\frac {2\pi k}{n}}&-\cos {\frac {2\pi k}{n}}\end{pmatrix}}.\end{aligned}}}
Здесь {\displaystyle \mathrm {R} _{k}} — это матрица поворота против часовой стрелки на угол {\displaystyle {\frac {2\pi k}{n}}}, а {\displaystyle \mathrm {S} _{k}} — отражение относительно оси, образующей угол {\displaystyle {\frac {\pi k}{n}}} с осью абсцисс.

## Маленькие диэдральные группы
Для {\displaystyle n=1} получим {\displaystyle \mathrm {Dih} _{1}}. Это обозначение используется редко, разве что для обозначении в последовательности других групп, поскольку группа эквивалентна {\displaystyle Z_{2}}.
Для {\displaystyle n=2} получим {\displaystyle \mathrm {Dih} _{2}} — четверную группу Клейна.
Оба случая являются исключениями в серии:
- Они абелевы, в то время как для всех остальных {\displaystyle n} группа {\displaystyle \mathrm {Dih} _{n}} не абелева.
- Они не являются подгруппами симметрической группы {\displaystyle \mathrm {S} _{n}}, поскольку {\displaystyle 2n>n!} для этих {\displaystyle n}.

Граф циклов диэдральных групп состоит из одного цикла длины {\displaystyle n} и {\displaystyle n} циклов длины {\displaystyle 2}. Темные вершины графа циклов ниже показывают тождественное преобразование, белые — остальные элементы группы. Цикл состоит из последовательных степеней остальных элементов.
| \| Dih1 \| Dih2 \| Dih3 \| Dih4 \| Dih5 \| Dih6 \| Dih7 \| \| ---- \| ---- \| ---- \| ---- \| ---- \| ---- \| ---- \| | {\displaystyle \mathrm {Dih} _{3}=\mathrm {S} _{3}} | {\displaystyle \mathrm {Dih} _{4}} |      |      |      |      |
| |                                                     |                                    |      |      |      |      |
| Dih1 | Dih2                                                | Dih3                               | Dih4 | Dih5 | Dih6 | Dih7 |

## Диэдральная группа как группа симметрии в 2D и группа вращений в 3D
Примером абстрактной группы Dihn и общепринятого пути графического представления является группа Dn изометрий плоскости, не двигающих начало координат. Эти группы формируют одну из двух серий дискретных групп точек на плоскости. Dn состоит из n вращений на угол, кратный 360°/n, вокруг начала координат, и отражений относительно n осей, проходящих через центр координат и углом к остальным осям, кратным 180°/n. Эти точки представляют группу симметрии правильного многоугольника с n сторонами (для n ≥ 3).
Диэдральная группа Dn порождается вращением r порядка n и отражением s порядка 2, такими что
{\displaystyle srs=r^{-1}}
В терминах геометрии: зеркальное отражение вращения выглядит как обратное вращение.
В терминах комплексных чисел: умножением на {\displaystyle e^{2\pi i \over n}} и сопряжением.
В терминах матриц: задав
{\displaystyle r_{1}={\begin{bmatrix}\cos {2\pi  \over n}&-\sin {2\pi  \over n}\\[8pt]\sin {2\pi  \over n}&\cos {2\pi  \over n}\end{bmatrix}}\qquad s_{0}={\begin{bmatrix}1&0\\0&-1\end{bmatrix}}}
и определив {\displaystyle r_{j}=r_{1}^{j}} и {\displaystyle s_{j}=r_{j}\,s_{0}} для {\displaystyle j\in \{1,\ldots ,n-1\}} мы можем записать правила образования  Dn как
{\displaystyle r_{j}\,r_{k}=r_{(j+k){\text{ mod }}n}}
{\displaystyle r_{j}\,s_{k}=s_{(j+k){\text{ mod }}n}}
{\displaystyle s_{j}\,r_{k}=s_{(j-k){\text{ mod }}n}}
{\displaystyle s_{j}\,s_{k}=r_{(j-k){\text{ mod }}n}.}
(Сравните Матрица поворота.)
Диэдральная группа D2 порождается вращением r на 180 градусов, и симметрией s относительно оси X. Элементы D2 можно представить как {e, r, s, rs}, где e — тождественное преобразование и rs — симметрия относительно оси 'Y.

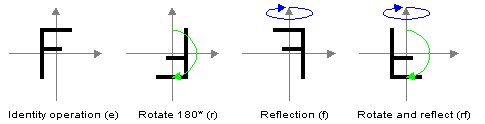
Четыре элемента D_{2} (здесь ось X вертикальна)

D2 изоморфна четверной группе Клейна.
Для n>2 операции вращения и отражения относительно прямой не коммутативны и Dn не является абелевой. Например, в D4, вращение 90 градусов, а затем отражение дает совсем другой результат, нежели отражение, а затем вращение.

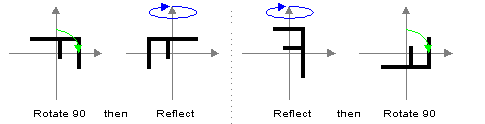
D_{4} не абелево (ось X здесь вертикальна).

Таким образом, наряду с очевидным приложением к проблемам симметрии на плоскости, эти группы служат простейшими примерами неабелевых групп, и часто используются как контрпримеры для теорем, ограниченных абелевыми группами.
2n элементов Dn можно записать как e, r, r2, …, rn−1, s, r s, r2 s, …, rn−1 s. Первые n перечисленных элементов являются вращениями, остальные n — отражения относительно осей (все они имеют порядок  2). Результатом двух вращений или двух отражений будет вращение
Результат вращения и отражения будет отражением.
Таким образом, мы установили, что Dn является подгруппой O(2).
Однако, обозначение Dn используется для подгрупп SO(3), которые тоже являются группами типа Dihn: группа симметрии многоугольника, вложенного в трехмерное пространство (если n ≥ 3). Такие фигуры можно понимать как вырожденные тела (отсюда и название диэдрон (dihedron').

### Примеры симметрии двумерных диэдралов

2D D6 – Звезда Давида
2D D24 – Ашока Чакра - символ на флаге Индии.

## Эквивалентные определения
Следующие определения {\displaystyle \mathrm {Dih} _{n}} эквивалентны:
- Группа автоморфизмов графа состоящего только из цикла с {\displaystyle n} вершинами (если {\displaystyle n\geqslant 3}).
- Группа с заданием

{\displaystyle D_{n}=\langle r,s\mid r^{n}=1,s^{2}=1,srs=r^{-1}\rangle }
или
{\displaystyle D_{n}=\langle x,y\mid x^{n}=y^{2}=(xy)^{2}=1\rangle .}
Из второго представления следует, что {\displaystyle \mathrm {Dih} _{n}} принадлежит к классу групп Коксетера.

## Свойства
Свойства диэдральных групп {\displaystyle \mathrm {Dih} _{n}} с {\displaystyle n\geqslant 3} зависят от чётности {\displaystyle n}.
Например, центр группы {\displaystyle \mathrm {Dih} _{n}} состоит только из тождества при нечётном {\displaystyle n} и из двух элементов при чётном, а именно, из тождества и {\displaystyle r^{n/2}}.
Для нечётных {\displaystyle n} абстрактная группа {\displaystyle \mathrm {Dih} _{2n}} изоморфна прямому произведению {\displaystyle \mathrm {Dih} _{n}} и {\displaystyle \mathrm {Z} _{2}}.
Если {\displaystyle m} делит {\displaystyle n}, то {\displaystyle \mathrm {Dih} _{n}} имеет {\displaystyle n/m} подгрупп вида {\displaystyle \mathrm {Dih} _{m}} и одну подгруппу {\displaystyle \mathrm {Z} _{m}}. Таким образом, полное число подгрупп группы {\displaystyle \mathrm {Dih} _{n}} ({\displaystyle n\geqslant 1}), равно {\displaystyle \mathrm {d} (n)+\mathrm {\sigma } (n)}, где {\displaystyle \mathrm {d} (n)} — число натуральных делителей {\displaystyle n} и {\displaystyle \mathrm {\sigma } (n)} — сумма натуральных делителей {\displaystyle n}.

### Сопряжённость классов отражений
Все отражения попарно сопряжены в случае нечётного {\displaystyle n}, но распадаются на два класса сопряжённости при чётном {\displaystyle n}. В терминах изоморфизма правильных {\displaystyle n}-угольников: для нечётных {\displaystyle n} любое отражение получается из любого другого применением поворота, в то время как для чётных {\displaystyle n} только половина отражений может быть получена из некоторого отражения поворотами. С геометрической точки зрения, в нечётноугольнике каждая ось симметрии проходит через одну из вершин и середину противоположной стороны, а в чётноугольнике имеется два набора осей, каждый набор соответствует своему классу сопряжённости — оси, проходящие через вершины и оси, проходящие через середины сторон.
Алгебраически это представители сопряжённых элементов из теоремы Силова: для нечётных {\displaystyle n} любое отражение вместе с тождественным элементом образует подгруппу порядка {\displaystyle 2}, являющуюся силовской 2-подгруппой ({\displaystyle 2=2^{1}} — максимальная степень двойки, делящая {\displaystyle 2n=2(2k+1)}), в то время как для чётных {\displaystyle n}, эти подгруппы {\displaystyle 2}-го порядка не являются силовскими, поскольку {\displaystyle 4} (наибольшая степень двойки) делит порядок группы.
Для чётного {\displaystyle n} вместо этого имеется внешний автоморфизм, переставляющий два типа отражений.

## Группы автоморфизмов
Автоморфизм группы Dihn изоморфен аффинной группе Aff(Z/nZ) {\displaystyle =\{ax+b\mid (a,n)=1\}} и имеет порядок {\displaystyle n\phi (n),}, где {\displaystyle \phi } — функция Эйлера, равная количеству натуральных чисел, меньших n и взаимно простых с ним.
Это можно понять в терминах генератора отражений и элементарных вращений (вращений на {\displaystyle k(2\pi /n)}, для k взаимно-простого с n).
Какой автоморфизм будет внутренним, а какой внешним, зависит от чётности n.
- Для нечётного n диэдральная группа не имеет центра, так что любой элемент определяет нетривиальный внутренний автоморфизм. Для чётного n вращение на 180° (отражение относительно центра координат) является нетривиальным элементом центра.
- Таким образом, для нечётного n, внутренняя группа автоморфизма имеет порядок 2n, а для чётного — порядок n.
- Для нечётного n, все отражения являются сопряжёнными, для чётного, они распадаются на два класса (те, которые проходят через две вершины, и те, которые проходят через середины сторон), и эти два класса связаны с внешним автоморфизмом, который можно представить как вращение на {\displaystyle \pi /n} (половину угла минимального вращения).
- Вращения дают нормальную подгруппу. Сопряжение отражения меняет знак (направление) вращения, но в остальном их не меняют. Автоморфизм, умножающий углы на k (взамнопростое с n) является внешним, если только не {\displaystyle k=\pm 1.}

### Примеры автоморфизма групп
Dih9 имеет 18 внутренних автоморфизмов. Как группа изометрий двумерного пространства, D9 имеет отражения с интервалом 20°. 18 внутренних автоморфизмов обеспечивают вращения отражений на число, кратное 20°, и отражения. Как группы изометрии они все являются аутоморфизмами. Имеется ещё, вдобавок, 36 внешних автоморфизмов, например, умножая угол вращения на 2.

## Обобщения
Имеется несколько важных обобщений диэдральных групп:
- Бесконечная диэдральная группа — это бесконечная группа с алгебраической структурой, похожей на структуру конечных диэдральных групп. Её можно рассматривать как группу симметрий целых чисел.
- Ортогональная группа O(2), то есть группа симметрии круга, имеет свойства, похожие на свойства конечных диэдральных групп
- Семейство обобщенных диэдральных групп включает вышеприведенные расширения, как и многие другие.
- Квазиэдральные группы — это семейство конечных групп со свойствами, похожими на свойства конечных диэдральных групп.